# Dolmen von Chez Moutaud
Der Dolmen von Chez Moutaud (auch Chez Monteau genannt) und sein „Menhir indicateur“ stehen nahe der Straße D10 in Saint-Auvent im Westen des Département Haute-Vienne im  Regionalen Naturpark Périgord-Limousin in Frankreich. Dolmen ist in Frankreich der Oberbegriff für Megalithanlagen aller Art (siehe: Französische Nomenklatur).
Die große, etwas dreieckige Deckenplatte liegt schräg auf drei erhaltenen Tragsteinen, dadurch erinnert der Dolmen an kornische oder walisische Quiots oder irische Tripod-Dolmen.
Etwa 40,0 m entfernt steht der kleine Menhir indicateur.
Der Dolmen wurde 1940 als historisches Denkmal eingestuft.